# Tentamus Group
Die Tentamus Group GmbH ist eine internationale Gruppe von Laboren mit Hauptsitz in Berlin und einem weiteren Verwaltungssitz in München.

## Geschichte

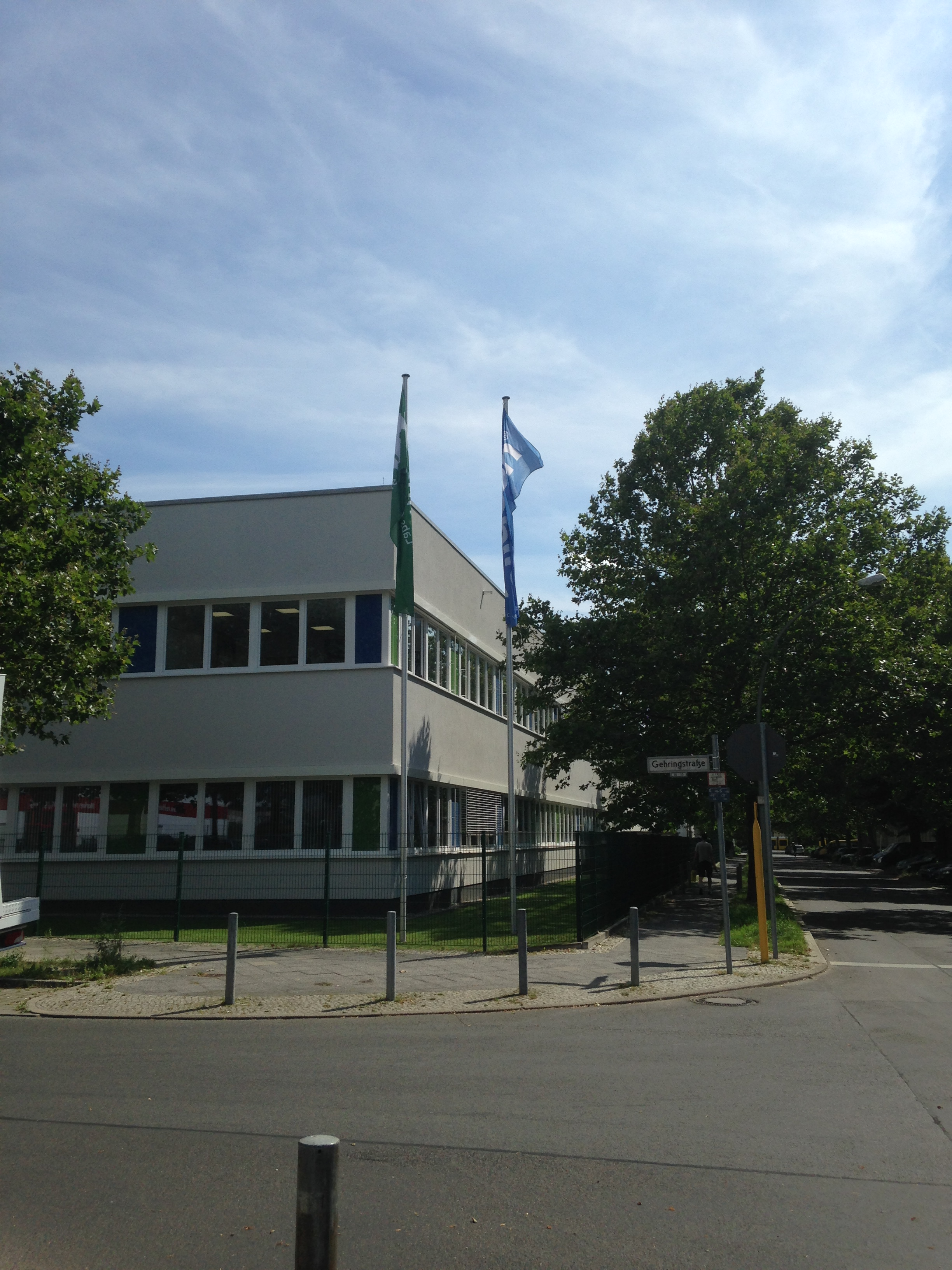
Hauptsitz der Tentamus-Gruppe in Berlin

Das erste Labor der Tentamus-Gruppe war die bilacon GmbH im Jahr 2011. Nach der ausschließlichen Prüfung von Lebensmittel- und Umweltprodukten expandierte die Tentamus-Gruppe 2012 mit dem Beitritt der Quality Services International GmbH in den Pharmabereich. In den kommenden Jahren begann Tentamus mit der Prüfung von Lebens- und Futtermitteln (2011), Pharmazeutika (2012), Kosmetika (2014), Nutrazeutika und Nahrungsergänzungsmitteln (2015) und medizinische Geräten (2017) sowie im Bereich Agrarwissenschaften (2017).
Die Dienstleistungen der Gruppe beschränkten sich vorerst auf Deutschland, bis 2014 die ersten internationalen Expansionen in Spanien und den USA stattfanden. 2015 wurde in China die Tochterfirma Tentamus Shanghai gegründet. Im Jahr 2019 hatte Tentamus weltweit 2.500 Angestellte, die in 65 Labors weltweit 1,5 Mio. Proben pro Jahr testeten. Darüber hinaus wurden 15.000 Inspektionen vor Ort durchgeführt.